# Абди, Либан
Либан Абди Али (араб. Rodrigo Javier Salinas‎; род. 5 октября 1988, Буръо) — норвежский футболист сомалийского происхождения, полузащитник.

## Биография
Абди родился в Буръо, Сомали, в 1988 году. Он провёл большую часть своего детства в Осло, Норвегия, где учился в начальной и средней школе. Он жил в Стовнере, восточном боро Осло. Абди переехал в Англию со своей семьёй в возрасте 14 лет, а через год в Англии он присоединился к молодёжной академии «Шеффилд Юнайтед». Абди стал первым сомалийцем, получившим профессиональный футбольный контракт в «Шеффилд Юнайтед», впечатлив академию клуба. Побывав на просмотре в «Ньюпорт Пагнел Таун» и «Букингем Таун», его подхватил «Юнайтед», и впоследствии он перебрался в «Шеффилд» с помощью программы «Футбол Объединяет, Расизм Разъединяет».